# باسكوالي فوجيا
باسكوالي فودجا (Pasquale Foggia). (نابولي، 30 يونيو 1983)، بدأ مسيرته الكروية مع نادي إيه سي ميلان في عام 2000، ولكنه أعير إلى نادي تريفيزيو لمدة ثلاثة مواسم، ولعب معهم 69 مباراة وسجل فيها 13 هدف، وفي موسم 2003/2004 أعير إلى نادي إمبولي ولعب فيه 28 مباراة وسجل فيها هدف واحد، وأعير في 2005 إلى نادي كروتوني ولعب له 15 مباراة وسجل هدف واحد، وفي موسم 2005/2006 أعير إلى نادي أسكولي، وقدم مستوى جيد مع النادي، ولعب فيه 34 مباراة وسجل فيها أربعة أهداف. وقال المدرب كارلو أنشيلوتي أن فوجيا قد يكون في مخططاته للموسم القادم، ولكنه تمت إعارته إلى نادي لاتسيو لاكتساب مزيدا من الخبرة.

## روابط خارجية
- باسكوالي فوجيا على موقع الاتحاد الدولي (مؤرشف)  (الإنجليزية)
- باسكوالي فوجيا على موقع قاعدة بيانات كرة القدم.إي يو (الإنجليزية)
- باسكوالي فوجيا على موقع ناشيونال فوتبول تيمز (الإنجليزية)
- باسكوالي فوجيا على موقع عالم كرة القدم.نت (الإنجليزية)
- باسكوالي فوجيا على موقع كووورة